# Blauer Kiefernprachtkäfer

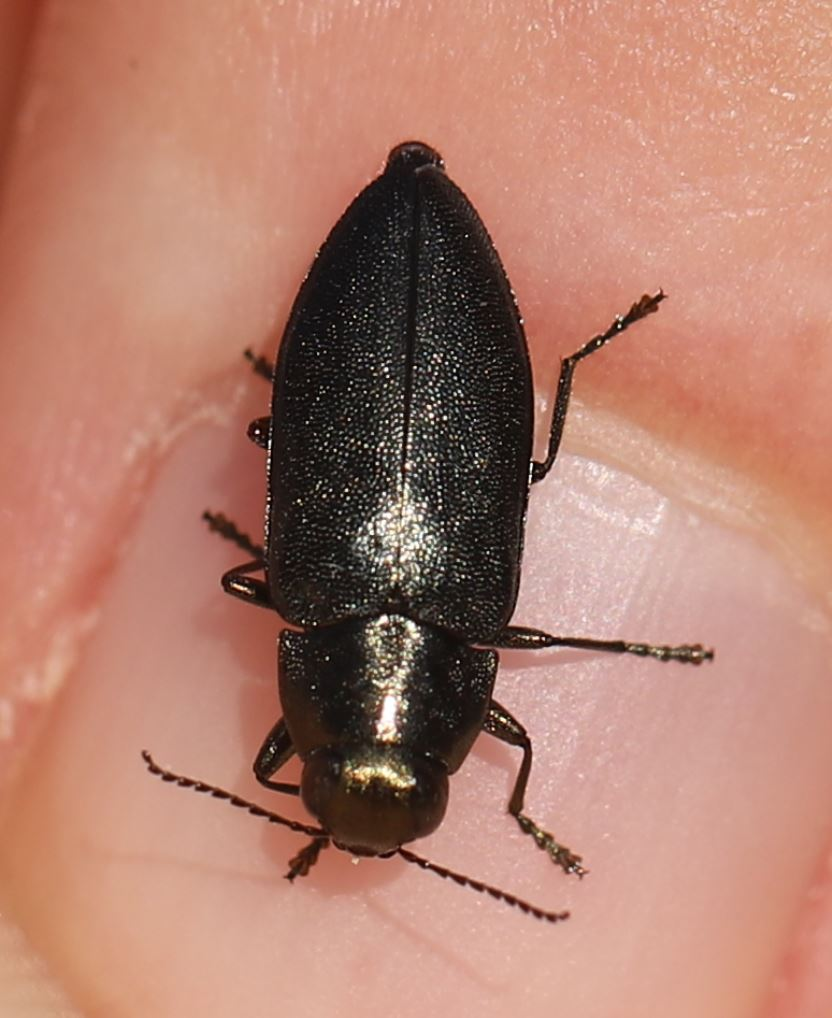

Der Blaue Kiefernprachtkäfer (Phaenops cyanea) ist ein Käfer aus der Familie der Prachtkäfer und der Unterfamilie Buprestinae.

## Merkmale
Die Färbung des Blauen Prachtkäfers reicht von grün über blau bis schwarz. Er ist ca. 7 bis 12 Millimeter lang. Die Larve ist kochlöffelförmig und etwa zwei Zentimeter lang. 

## Lebensweise
Der bevorzugte Lebensraum sind meist Kiefernbestände. In seltenen Fällen können auch Fichtenbestände befallen werden. Dabei werden vor allem geschwächte Bäume besiedelt. Innerhalb von zwei Jahren entwickelt sich die Larve zum Vollinsekt. Die durch den Larvenfraß entstandenen Gänge schwächen den Baum stark, so dass ein befallener Baum meist auch von anderen Insekten heimgesucht wird und letztendlich abstirbt. Die Käfer beobachtet man hauptsächlich von Anfang Mai bis Ende Juli.
Der Blaue Kiefernprachtkäfer hat sich durch den Anbau von Kiefernmonokulturen zu einem forstwirtschaftlich bedeutenden Schädling entwickelt.

## Maßnahmen zur Bekämpfung
Vorsorgende Maßnahmen zur Kiefernprachtkäfer-Bekämpfung gibt es nicht. Um eine starke Vermehrung zu vermeiden, können befallene Bäume gefällt und entrindet werden. Wichtig hierbei ist, dass die Rinde verbrannt oder vergraben wird, da durch das Entrinden allein die Larven nicht absterben.